# Hymenanthera
Genre
Classification APG III (2009)
Hymenanthera est un genre de plantes à fleurs de la famille des Violacées originaire d'Australie et de Nouvelle-Zélande.

## Historique et position taxinomique
Le genre a été créé par Robert Brown en 1818. 
En 1987, Philip John Garnock-Jones déplace les principales espèces dans le genre Melicytus .
Il en résulte actuellement une assez large incertitude, se traduisant par une grande prudence des index dans l'attente d'études phylogénétiques plus poussées.
Le genre fait partie de la sous-famille des Violoideae, tribu des Rinoreeae, sous-tribu des Hymenantherinae.

## Description
Les plantes du genre sont des arbustes à feuillage persistant.
Les fleurs sont régulières, pentamères. Elles ont des anthères surmontées d'un prolongement du connectif et doublées en dehors d'une languette qui s'attache plus ou moins bas sur le dos. Cette « languette » ou « voile » est à l'origine du nom générique.
Le fruit est une baie indéhiscente avec des filets courts et monadelphes et deux placentas uniovulés. C'est ce dernier point qui distingue le genre Hymenanthera du genre très proche Melicytus.

## Liste des espèces
La liste des espèces est issue des index IPNI - The international plant names index et Tropicos - Index du jardin botanique du Missouri à la date de novembre 2011. Les espèces conservées dans le genre sont signalées en gras :
- Hymenanthera alpina (Kirk) W.R.B.Oliv. (1944) : voir Hymenanthera dentata var. alpina Kirk
- Hymenanthera angustifolia R.Br. ex DC. (1824) : voir Hymenanthera dentata var. angustifolia (R.Br. ex DC.) Benth. - synonyme : Melicytus angustifolius (R.Br. ex DC.) Garn.-Jones
- Hymenanthera banksii F.Muell. (1862) : voir Hymenanthera dentata R.Br. ex DC.
  - Hymenanthera banksii var. angustifolia (R.Br. ex DC.) Stirling (1905) : voir Hymenanthera dentata var. angustifolia (R.Br. ex DC.) Benth.
- Hymenanthera chathamica (F. Muell.) Kirk (1896) - synonymes : Hymenanthera latifolia var. chathamica F. Muell., Melicytus chathamicus (F. Muell.) Garn.-Jones
- Hymenanthera crassifolia Hook.f. (1852)
- Hymenanthera × crassobovata Allan (1927)
- Hymenanthera dentata R.Br. ex DC. (1824)
  - Hymenanthera dentata var. alpina Kirk (1899) - synonyme : Hymenanthera alpina (Kirk) W.R.B.Oliv.
  - Hymenanthera dentata var. angustifolia (R.Br. ex DC.) Benth. (1863) - synonymes : Hymenanthera angustifolia R.Br. ex DC., Hymenanthera banksii var. angustifolia (R.Br. ex DC.) Stirling, Melicytus angustifolius (R.Br. ex DC.) Garn.-Jones
- Hymenanthera latifolia Endl. (1833) : voir Melicytus latifolius (Endl.) P.S.Green
  - Hymenanthera latifolia var. chathamica F. Muell. (1864) : voir Hymenanthera chathamica (F. Muell.) Kirk - synonyme : Melicytus chathamicus (F. Muell.) Garn.-Jones
- Hymenanthera novae-zelandiae (A.Cunn.) Hemsl. (1908) : voir Melicytus novae-zelandiae (A.Cunn.) P.S.Green
- Hymenanthera oblongifolia A.Cunn. (1842)
- Hymenanthera obovata Kirk (1895)
- Hymenanthera traversii Buchanan (1883) : voir Pseudowintera traversii (Buchanan) Dandy - synonyme : Drimys traversii (Buchaman) Kirk